# John C. Major
Ne doit pas être confondu avec John Major.
Pour les articles homonymes, voir Major (homonymie).
John C. Major est un ancien juge de la Cour suprême du Canada. Il a été juge puîné de 1992 à 2005.